# Wit-Rusland op het Eurovisiesongfestival
Wit-Rusland deed tussen 2004 en 2019 mee aan het Eurovisiesongfestival. In totaal heeft het land 16 keer aan het liedjesfestijn deelgenomen. Sinds 2021 is de Wit-Russische omroep uitgesloten van deelname omdat het de persvrijheid niet kan vrijwaren.

## Geschiedenis

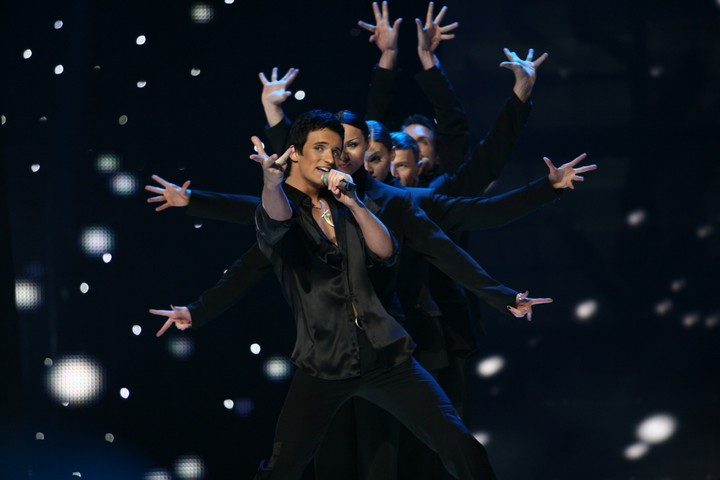
Koldun tijdens het Eurovisiesongfestival 2007.

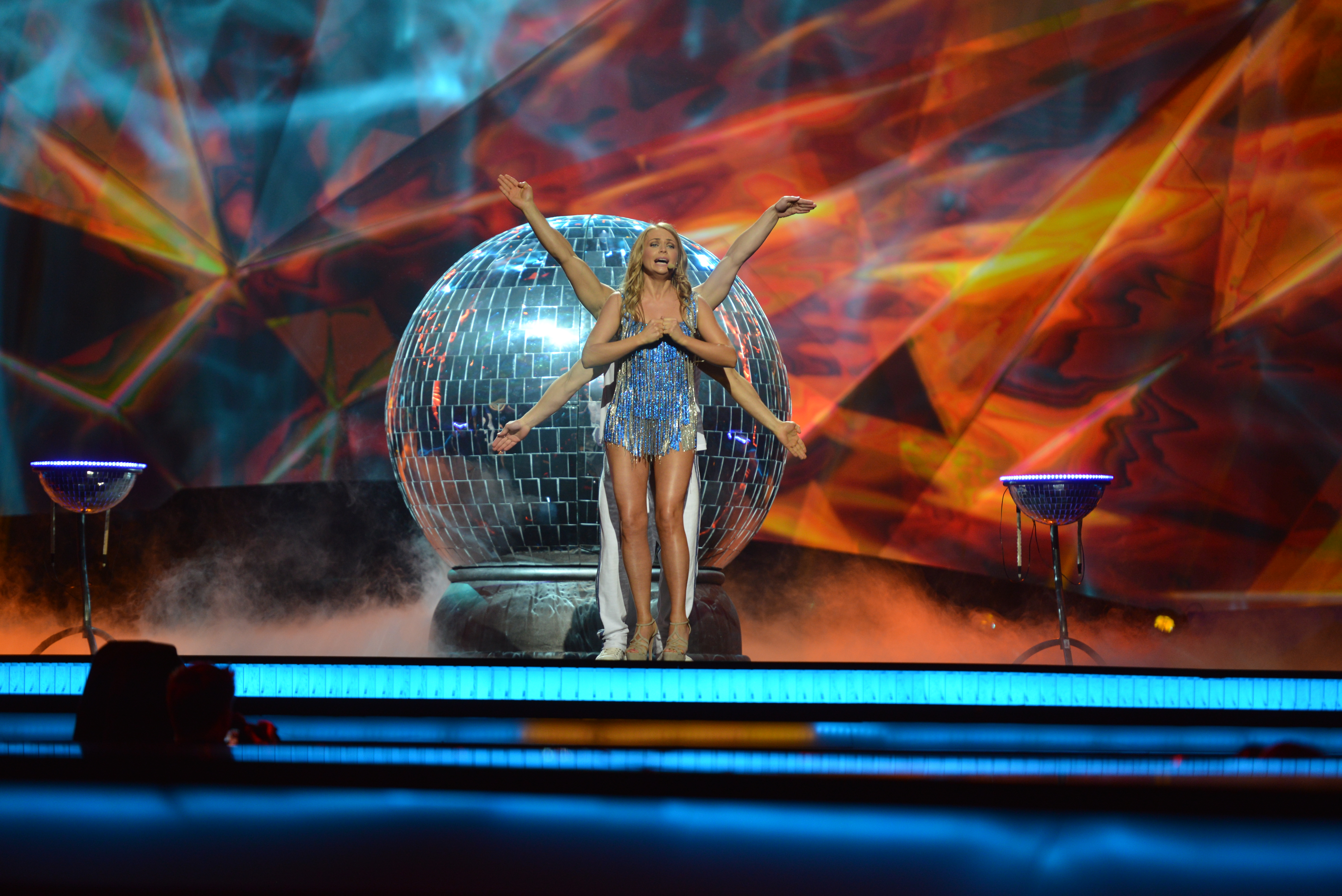
Aljona Lanskaja tijdens de repetitie voor de halve finale van het Eurovisiesongfestival 2013.

### Debuut
In 2003 deed Wit-Rusland voor het eerst een gooi naar het songfestival. Het land meldde zich samen met Servië en Montenegro, Oekraïne en Albanië aan bij de EBU, maar doordat er te veel deelnemers waren, werd uiteindelijk alleen Oekraïne toegelaten. Vanaf 2004 werd er met een halve finale gewerkt en was het geen probleem meer voor nieuwe landen om toe te treden.
Het duo Aleksandra & Konstantin had in 2004 de eer om Wit-Rusland als eerste in de geschiedenis op het songfestival te vertegenwoordigen. Het nummer My Galileo werd echter in vrij onverstaanbaar Engels vertolkt. Het kreeg dan ook slechts tien punten en haalde de finale niet.

### 2005 - 2007
In 2005 werd zangeres Angelika Agoerbasj, nadat zij de Wit-Russische preselectie had gewonnen, uitverkoren om voor Wit-Rusland naar het Eurovisiesongfestival in Kiev te gaan. Haar winnende lied in de nationale finale Boys & Girls kreeg echter nogal wat kritiek te verduren. Er werd ernstig getwijfeld of het liedje Wit-Rusland door de halve finale van het songfestival zou kunnen loodsen. Agoerbasj kreeg daarom twee andere liedjes aangeboden: Show me your love, honey, geschreven door Svika Pick, en Love me tonight, geschreven door de Griekse componist Nikos Terzis. Het was geen verrassing dat het nummer van Terzis uiteindelijk door de vakjury als inzending werd gekozen; Terzis had immers al eerder succes gehad met het schrijven van songfestivalliedjes. Zo was hij verantwoordelijk voor de inzendingen van Griekenland tijdens de songfestivals van 2001 en 2004. Griekenland eindigde hierbij beide keren als derde.
In de voorbereiding op het songfestival voerde Angelika Agoerbasj met Love me tonight intensief promotie in het buitenland, maar bij de halve finale bleek dat dat niet genoeg was om een plek in de finale te kunnen afdwingen. Met 67 punten eindigde ze op een 13de plaats. 
In 2006 probeerde Wit-Rusland opnieuw een poging tot succes te doen. Ditmaal werd zangeres Polina Smolova in de strijd geworpen, die met het lied Mum naar Athene afreisde. Desondanks werd het songfestival opnieuw een fiasco voor de Wit-Russen, want Smolova kreeg in de halve finale slechts tien punten en werd daarmee voorlaatste. Dit is nog steeds de slechtste prestatie van Wit-Rusland. 
In 2007 werd de Wit-Russische voorronde voor het Eurovisiesongfestival, Eurofest, gewonnen door Dmitri Koldoen. Hij mocht zijn land in Helsinki gaan vertegenwoordigen met Work your magic, wat geen verkeerde keus leek te zijn toen het lied in de weken voorafgaand aan het songfestival hier en daar ingedeeld werd bij de favorieten voor de eindzege. Het werd ook daadwerkelijk een succes; in de halve finale eindigde Koldoen op de vierde plek, wat ruim voldoende was om Wit-Rusland voor het eerst in de geschiedenis naar de finale te laten gaan. Hierin werd een succesvolle zesde plaats bemachtigd. Het betekende zodoende het eerste grote succes voor de Wit-Russen.

### 2008 - 2011
De positie in de top tien van 2007 gaf Wit-Rusland aanvankelijk het recht op directe plaatsing voor het songfestival van 2008, echter door verandering van de regels moest het land ook toen weer gewoon in de halve finale starten. Protesten van Wit-Rusland hiertegen haalden niets uit. Met Roeslan Alechno's liedje Hasta la vista strandde Wit-Rusland in de halve finale.
Een jaar later, in 2009 deed Pjotr Elfimov mee voor Wit-Rusland. Zijn Eyes that never lie kwam in de halve finale ook niet hoog genoeg om door te mogen naar de finale: het lied bleef steken op de dertiende plaats.
In 2010 kwalificeerden de Wit-Russen zich voor de tweede maal voor de finale: 3+2 wist met het lied Butterflies de negende plaats te bereiken in de halve finale. In de finale ging het echter slechter: het land werd voorlaatste met 18 punten, waarmee het nog net het Verenigd Koninkrijk wist voor te blijven. Het land kreeg wel één keer het maximale aantal punten van Georgië. 
In 2011 werd zangeres Anastasia Vinnikova intern gekozen om voor Wit-Rusland naar het songfestival in Düsseldorf te gaan. Daar zou zij in eerste instantie het lied Born in Bielorussia gaan zingen, maar dit lied had te veel politieke inhoud, iets dat op het songfestival niet is toegestaan. Daarnaast was het lied al eerder dan 1 oktober gezongen, ook iets wat niet mag. Een paar dagen later werd een vervangend lied gepresenteerd, getiteld I love Belarus. Dit lied werd wel toegelaten. Vinnikova kon zich echter niet kwalificeren voor de finale. 

### 2012 - 2018

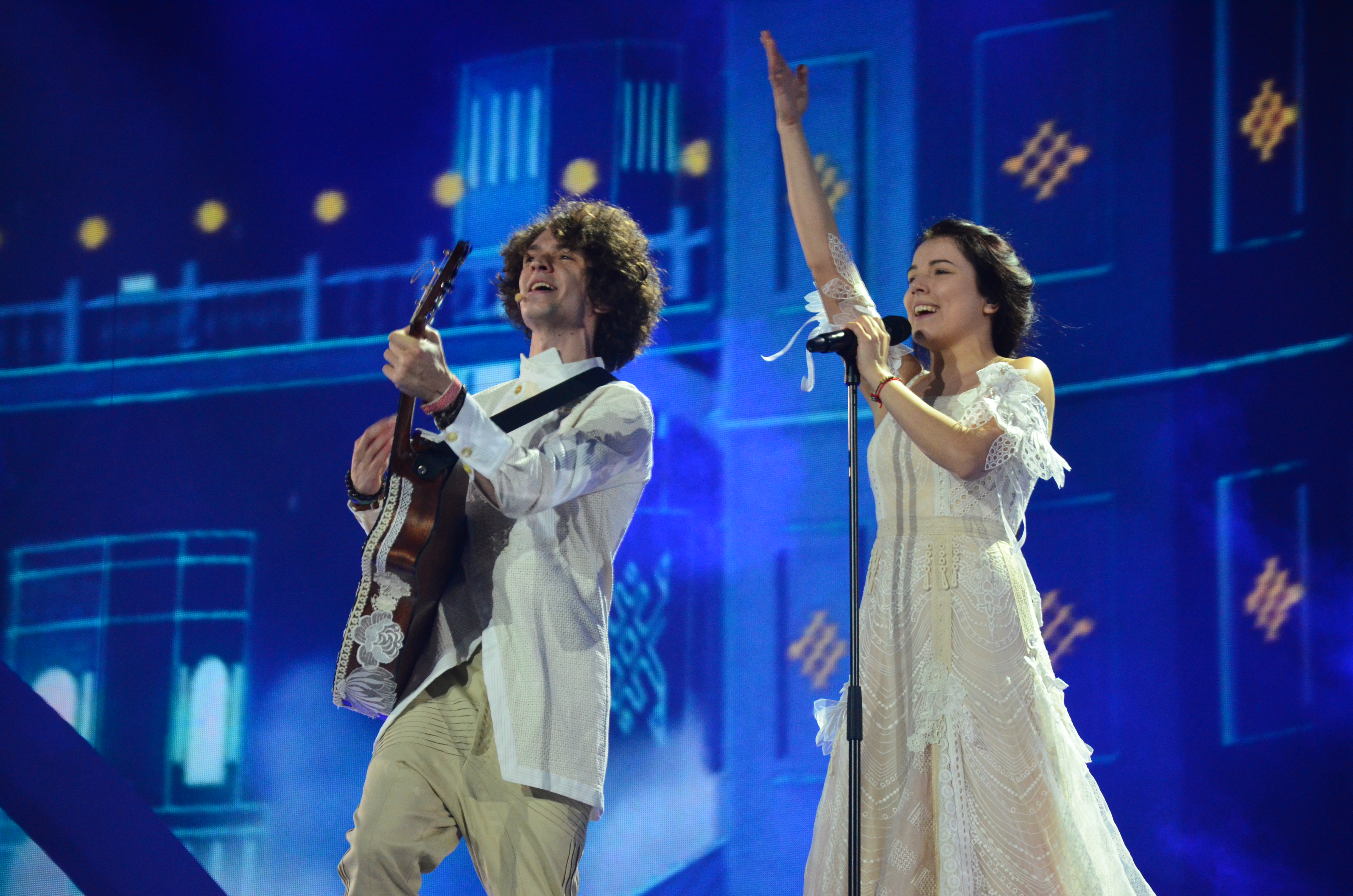
Navi repeteert in Kiev (2017)

In 2012 selecteerden de Wit-Russen hun inzending weer via Eurofest. De winnares van de selectie werd Aljona Lanskaja met het liedje All my life. Maar een week na de nationale finale meldde de Wit-Russische omroep dat Lanskaja gefraudeerd zou hebben. Hierdoor werd ze gediskwalificeerd en zo mocht de nummer twee van de nationale finale, Litesound met We are the heroes, naar Bakoe. Voor het tweede jaar op rij haalde Wit-Rusland de finale niet: het land werd veertiende in de halve finale.  
In 2013 werd Aljona Lanskaja alsnog naar het songfestival gestuurd, nadat ze voor de tweede keer de Wit-Russische voorselectie had gewonnen. Echter werd het lied Rhythm of love ingeruild voor een ander nummer: Solayoh. Na twee jaar niet gekwalificeerd te zijn, loodste Lanskaja Wit-Rusland nu wel naar de finale, waar ze de zestiende positie behaalde. Met Teo en diens lied Cheesecake kon het land in 2014 opnieuw doorstoten naar de finale, wat een grote verrassing was voor zowel songfestivalfans als de bookmakers. Wederom eindigde Wit-Rusland op de zestiende plaats. In 2015 en 2016 werden de Wit-Russen in de halve finale uitgeschakeld met respectievelijk Uzari & Maimuna en Ivan.
In 2017 trad Wit-Rusland voor het eerst aan met een inzending in het Wit-Russisch: Historyja majho žyccia van de groep Navi. Hoewel de tekst onveranderd bleef, werd de titel voor het festival veranderd in het Engelstalige Story of my life. Navi wist in de finale de 17de plaats te bereiken. Het jaar erna, in 2018, bleef Alekseev met Forever steken in de halve finale.

### 2019 - 2021
Op het songfestival van 2019 in Tel Aviv werd Wit-Rusland vertegenwoordigd door de 16-jarige zangeres ZENA. Zij wist met haar nummer Like it nipt de finale te bereiken en eindigde daarin als 24ste. Tijdens ditzelfde festival kwam de Wit-Russische vakjury in opspraak, nadat deze zijn stemmen voor de halve finale te vroeg openbaar had gemaakt. Dit is in strijd met de regels, die stellen dat deze stemmen pas na afloop van het songfestival mogen worden vrijgegeven. De EBU besloot hierop de jurypunten van Wit-Rusland voor de finale ongeldig te verklaren en te vervangen door een automatisch berekende score, gebaseerd op soortgelijk stemgedrag van landen als Armenië, Azerbeidzjan, Georgië en Rusland. Enkele dagen na de finale werd bekend dat deze punten per abuis in omgekeerde volgorde waren uitgereikt; zo had Israël, dat in het berekende resultaat als laatste was geëindigd, de 12 punten gekregen en Estland, dat eigenlijk voorlaatste was, 10 punten. Malta, voor wie de 12 punten eigenlijk waren bestemd, had niets ontvangen. De fout werd alsnog gecorrigeerd, waardoor in totaal twintig landen een andere rangschikking kregen in de einduitslag.
In songfestival van 2020 zou de band VAL deelnemen met Da vidna, een lied in de Wit-Russische taal, maar deze editie vond door de coronapandemie geen doorgang. Toen het festival in 2021 weer terugkeerde, werd VAL niet opnieuw uitgenodigd voor deelname, aangezien de bandleden betrokken waren bij de protesten in Wit-Rusland in 2020 en 2021. In hun plaats werd intern de band Galasy ZMesta geselecteerd, waarvan de bandleden wel tegenstanders waren van de protesten en openlijk hun steun uitspraken voor president Aleksandr Loekasjenko. Hun bijdrage, Ja nautsjoe tebja (Russisch voor Ik zal je (een lesje) leren), werd ook gezien als een manier voor de band (en het regime van Loekasjenko) om de spot te drijven met de protestbeweging, die als doel had de president van de macht te verdrijven. Na kritiek uit diverse Europese landen gaf de EBU de Wit-Russische openbare omroep te kennen dat het nummer politieke teksten bevatte en daardoor niet aan de criteria voor deelname aan het Eurovisiesongfestival voldeed. Hierna kreeg Wit-Rusland langer de tijd om een ander bijdrage te sturen die wel voldeed aan de regels. Op 26 maart 2021 maakte de EBU evenwel bekend dat ook de nieuwe bijdrage niet voldeed aan de eisen, waardoor Wit-Rusland gedwongen werd zich terug te trekken.
Met ingang van 1 juli 2021 werd de Wit-Russische omroep door de EBU geschorst omdat het de persvrijheid niet kan vrijwaren, waardoor 2019 de voorlopig laatste keer is dat het land deelgenomen heeft. 

## Wit-Russische deelnames
| Jaar | Artiest                 | Titel               | Fin. | Ptn. | Semi | Ptn. | Taal         |
| ---- | ----------------------- | ------------------- | ---- | ---- | ---- | ---- | ------------ |
| 2004 | Aleksandra & Konstantin | My Galileo          | X    | X    | 19   | 10   | Engels       |
| 2005 | Anzhelika Agurbash      | Love me tonight     | X    | X    | 13   | 67   | Engels       |
| 2006 | Polina Smolova          | Mama                | X    | X    | 22   | 10   | Engels       |
| 2007 | Koldun                  | Work your magic     | 6    | 145  | 4    | 176  | Engels       |
| 2008 | Roeslan Alechno         | Hasta la vista      | X    | X    | 17   | 27   | Engels       |
| 2009 | Pjotr Elfimov           | Eyes that never lie | X    | X    | 13   | 25   | Engels       |
| 2010 | 3+2                     | Butterflies         | 24   | 18   | 9    | 59   | Engels       |
| 2011 | Anastasia Vinnikova     | I love Belarus      | X    | X    | 14   | 45   | Engels       |
| 2012 | Litesound               | We are the heroes   | X    | X    | 16   | 35   | Engels       |
| 2013 | Aljona Lanskaja         | Solayoh             | 16   | 48   | 7    | 64   | Engels       |
| 2014 | Teo                     | Cheesecake          | 16   | 43   | 5    | 87   | Engels       |
| 2015 | Uzari & Maimuna         | Time                | X    | X    | 12   | 39   | Engels       |
| 2016 | Ivan                    | Help you fly        | X    | X    | 12   | 84   | Engels       |
| 2017 | Naviband                | Story of my life    | 17   | 83   | 9    | 110  | Wit-Russisch |
| 2018 | Alekseev                | Forever             | X    | X    | 16   | 65   | Engels       |
| 2019 | ZENA                    | Like it             | 24   | 31   | 10   | 122  | Engels       |

| Kleur | Betekenis      |
| ----- | -------------- |
|       | Eerste plaats  |
|       | Tweede plaats  |
|       | Derde plaats   |
|       | Laatste plaats |
|       | Gastland       |

## Punten
Punten uit halve finales zijn in deze tabellen niet meegerekend.
| Plaats | Land         | Punten |
| ------ | ------------ | ------ |
| 1      | Rusland      | 129    |
| 2      | Oekraïne     | 96     |
| 3      | Azerbeidzjan | 50     |
| 4      | Armenië      | 42     |
| 5      | Moldavië     | 35     |

| Plaats | Land     | Punten |
| ------ | -------- | ------ |
| 1      | Oekraïne | 30     |
| 2      | Rusland  | 26     |
| 3      | Georgië  | 25     |
| 4      | Armenië  | 23     |
| 5      | Moldavië | 22     |

| Aantal | Land         | Wanneer              |
| ------ | ------------ | -------------------- |
| 3      | Oekraïne     | 2007, 2013, 2017 (j) |
| 2      | Rusland      | 2007, 2014           |
| 1      | Azerbeidzjan | 2017 (j)             |
| 1      | Georgië      | 2010                 |
| 1      | Israël       | 2007                 |

| Jaar | Land      | Jaar | Land            | Jaar | Land                    |
| ---- | --------- | ---- | --------------- | ---- | ----------------------- |
| 2004 | Rusland   | 2011 | Georgië         | 2018 | Cyprus (j) Oekraïne (t) |
| 2005 | Rusland   | 2012 | Rusland         | 2019 | Malta (j) Rusland (t)   |
| 2006 | Rusland   | 2013 | Oekraïne        |      |                         |
| 2007 | Rusland   | 2014 | Rusland         |      |                         |
| 2008 | Rusland   | 2015 | Rusland         |      |                         |
| 2009 | Noorwegen | 2016 | Rusland (j+t)   |      |                         |
| 2010 | Rusland   | 2017 | Bulgarije (j+t) |      |                         |

2004 · 2005 · 2006 · 2007 · 2008 · 2009 · 2010 · 2011 · 2012 · 2013 · 2014 · 2015 · 2016 · 2017 · 2018 · 2019 · 2020-2025